# CF Estrela Amadora
Der CF Estrela da Amadora war ein Fußballverein aus der portugiesischen Großstadt Amadora, nahe Lissabon. Der Verein trug seine Heimspiele im Estádio José Gomes aus. Seit 2020 besteht der inoffizielle Nachfolgeverein CF Estrela Amadora.

## Geschichte
Der Verein wurde am 22. Januar 1932 gegründet. Größter Erfolg des Vereins war 1990 der Gewinn des Taça de Portugal. Nach einem 1:1 nach Verlängerung konnte man im Wiederholungsspiel den SC Farense mit 2:0 besiegen. Im Europapokal der Pokalsieger scheiterte man in der 2. Runde am RFC Lüttich.
Insgesamt spielte der Verein 16 Spielzeiten in der Primeira Liga, erstmals in der Saison 1988/89. Die bislang letzte Saison in der höchsten Liga spielte man 2008/09. Wegen finanzieller Probleme wurde dem Verein in der Folgesaison die Teilnahme am Profifußball untersagt und Amadora musste in die II Divisão (die dritthöchste Liga) zwangsabsteigen. Belenenses Lissabon konnte deswegen, trotz sportlichen Abstiegs, die Klasse halten.
Im Jahr 2011 wurde der Verein wegen Überschuldung aufgelöst und ein Nachfolgeverein namens Clube de Futebol Estrela gegründet. Nach einer Fusion 2020 trägt dieser Verein ebenfalls den Namen CF Estrela Amadora.

## Europapokalbilanz
| Saison  | Wettbewerb                  | Runde    | Gegner          | Gesamt          | Hin     | Rück    |
| ------- | --------------------------- | -------- | --------------- | --------------- | ------- | ------- |
| 1990/91 | Europapokal der Pokalsieger | 1. Runde | Neuchâtel Xamax | 2:2 (4:3 i. E.) | 1:1 (H) | 1:1 (A) |
| 1990/91 | Europapokal der Pokalsieger | 2. Runde | RFC Lüttich     | 1:2             | 0:2 (A) | 1:0 (H) |
| 1998    | UEFA Intertoto Cup          | 3. Runde | Ruch Chorzów    | 2:2 (2:4 i. E.) | 1:1 (A) | 1:1 (H) |

Gesamtbilanz: 6 Spiele, 1 Sieg, 4 Unentschieden, 1 Niederlage, 5:6 Tore (Tordifferenz −1)

## Erfolge
- Taça de Portugal: 1989/90

## Spieler
- Paulo Bento (1988–1989) Jugend, (1989–1991) Spieler
- Miguel (19??–1999) Jugend, (1998–2000) Spieler
- Tomislav Ivković (1997–1998)
- Jorge Andrade (1997–2000)
- Tiago Gomes (2006–2007)
- Moses Sakyi (2006–2008)
- Luis Aguiar (2007–2008)
- Nélson (2007–2009)
- Fernando Francisco Reges (2007–2008)